# ヨハネ23世 (ローマ教皇)
ヨハネ23世（ラテン語: Ioannes XXIII, イタリア語: Giovanni XXIII, 1881年11月25日 - 1963年6月3日）は、ローマ教皇（在位：1958年10月28日 - 1963年6月3日）、カトリック教会の司祭。本名は、アンジェロ・ジュゼッペ・ロンカッリ（Angelo Giuseppe Roncalli）。第2バチカン公会議の実施を指示して世界を驚かせ、実際に開会までこぎつけたが、会期途中で世を去った。エキュメニズム（教会一致）の精神に従って、他教会や他宗教との対話に積極的であった。カトリック教会の聖人である。
ヨハネス23世とも表記される。15世紀の対立教皇であるヨハネス23世は同名の別人である。

## 生涯

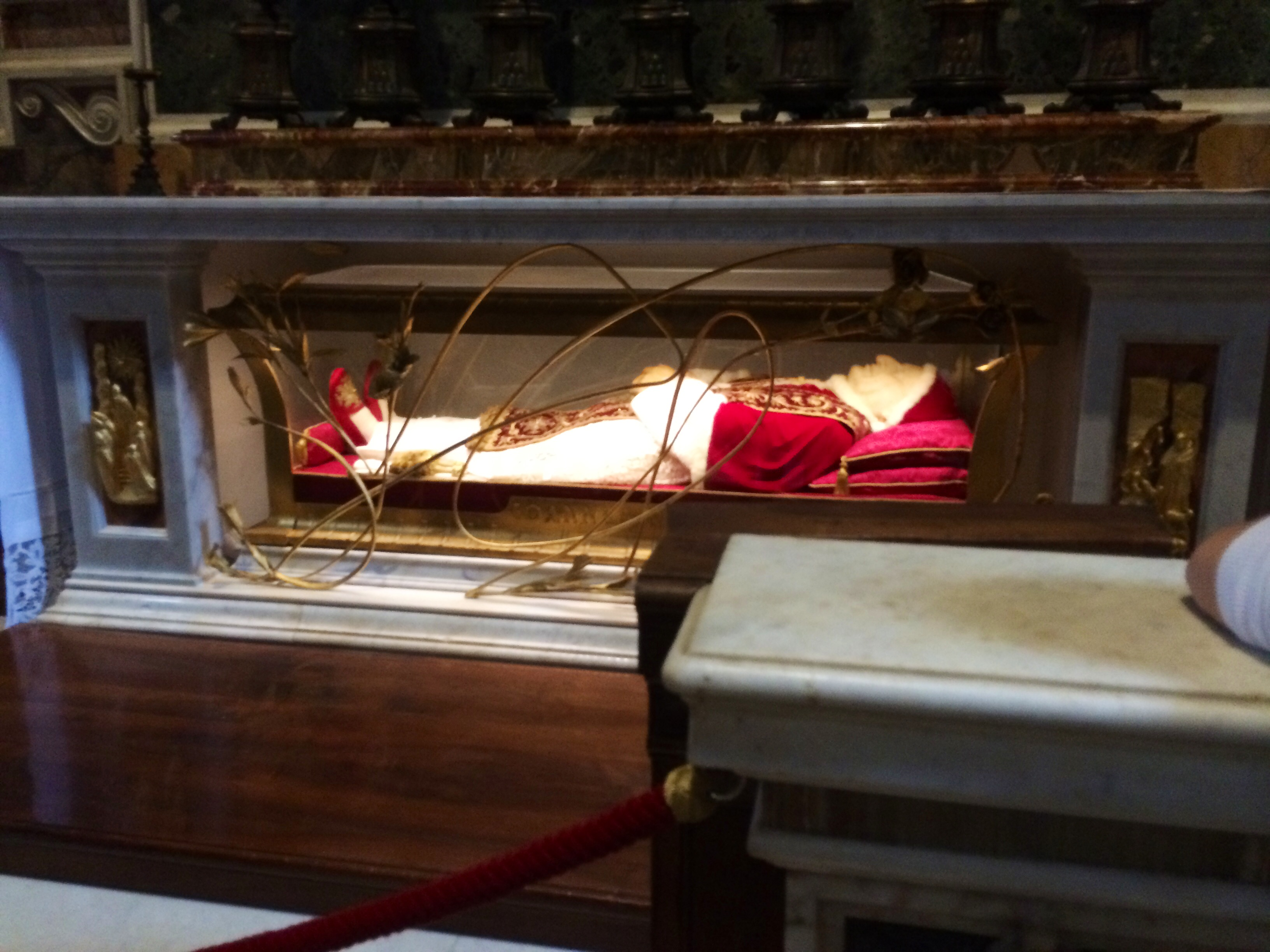
腐敗していないヨハネ23世の遺体

アンジェロ・ロンカッリは1881年にイタリア王国ベルガモ郊外のソット・イル・モンテで小作農の家に生まれた。これは貴族の家系に生まれた前任者のピウス12世とは対照的であった。1905年に司祭に叙階されたロンカッリは、1915年に従軍司祭・衛生兵として第一次世界大戦に従軍した。1925年のブルガリアの教皇使節任命を皮切りに、トルコ・ギリシャと非ローマ・カトリック国での職務を歴任し、1944年にはパリに派遣された。フランスでは民衆の親独政権協力司祭への追及という難しい状況にあって、誠意をもって対処した。1953年に枢機卿に任命されると、ロンカッリはヴェネツィアの総大司教となった。
1958年、教皇ピウス12世の死去に伴って行われたコンクラーヴェにおいて、有力な候補者と思われていなかった76歳のロンカッリが教皇に選ばれると、世界が驚愕した。76歳での選出は選出時から過去200年の中では最高齢であり、ロンカッリ自身も驚いたという。彼はヨハネ23世を名乗った。ヨハネ23世は選出時すでに高齢であったため、短期間の「つなぎの教皇」に過ぎないと見る向きもあり、実際にも彼の在位期間は5年に満たない短いものであったが、彼はその飾らない態度と親しみやすさ、ユーモアのセンスによってすぐに世界を魅了した。これも厳格な表情を崩さなかったピウス12世とは対照的であった。
彼は教皇としてエキュメニズム（教会一致）への情熱を示した。1500年代以来、初めてイングランド国教会大主教をバチカンに迎え、正教会へも公式メッセージを送った。また、東西冷戦の解決を模索し、キューバ危機においても米ソ双方の仲介に尽力した。さらに彼は長きにわたってカトリック教会の近代化を意図し、誰もが予期しなかった公会議の開催を指示した。彼は準備委員会を発足させ、ついに1962年10月、第2バチカン公会議の開催にこぎつけたが、この時彼はすでに胃癌に侵されており、1963年6月3日午後7時49分（日本時間、4日午前3時49分）、会議の終了を待たずに死去した。
2000年9月3日、遺体が防腐処理なしに腐敗を免れていたのが奇跡と認定され、教皇ヨハネ・パウロ2世によって列福された。
2013年7月5日、バチカンはヨハネ・パウロ2世と共にヨハネ23世を列聖することを発表した。ヨハネ23世は奇跡の認定を特別に免除され、翌2014年4月27日に教皇フランシスコによって列聖式が執り行われた。
自身の日記によれば、ヨハネ23世はキリストや聖母マリアの幻視を受けていた。

## 関連書籍
- 『法王の座―ヨハネ23世・激動の20世紀』。ISBN 4195549213。
- メリオル・トレバー、菊池雄二 訳『教皇ヨハネ二十三世』女子パウロ会、1976年。ISBN 4886262937。